# Dブレーン
Dブレーンとは弦理論において、特殊な条件下で存在するとされる物体である。
弦理論におけるブレーン（membrane＝膜）は、弦なども含む、広がりを持った物理的対象全般を表す語である。Dブレーンもまた弦と同様に、伸縮や振動などの運動を行う。通常、Dブレーンは弦に比べて非常に大きいものとして記述されるが、素粒子サイズのものを考えることも可能である。例えばハドロン物理学をブレーン上の物理現象として記述するホログラフィックQCDでは、陽子もまた微小なDブレーンとして記述される。
DブレーンのDは、後述するディリクレ境界条件（Dirichlet）に由来する。DブレーンはDai、Leighおよびジョセフ・ポルチンスキー、そしてそれとは独立にHoravaによって1989年に発見された。

## Dブレーンの次元
点状の素粒子は、時間方向にのみ広がりを持つ（空間は0次元）物体と考えることができるが、これを0+1次元のブレーンとする。弦は1+1次元のブレーンである。Dブレーンについては、様々な次元の広がりを持ったものが考えられている。それぞれDの後に数字を付けて、点状のDブレーンをD0ブレーン（D粒子）、線状のDブレーンをD1ブレーン（時に「Dストリング」と呼ばれる）、平面状のDブレーンをD2ブレーンといったように表す。これらに加えて、時間方向にも単純な広がりを持たない0+0次元の、D(-1)ブレーン（Dインスタントン）がある。
26次元時空の理論であるボソン弦理論ならば、D(-1)からD25までのブレーンが考えられるが、超対称性を持たない理論では、これらは全て不安定である。超弦理論では超対称性チャージの保存則によって、特定の次元のDブレーンが安定して存在することができる。例えば、タイプIIA超弦理論には空間次元が偶数、タイプIIB超弦理論には空間次元が奇数のDブレーンが存在する。

## ディリクレ境界条件とDブレーン
Dブレーンの最初の解釈は、「弦が端点を持つことができる曲面」というものであった。
閉弦すなわち輪になった弦を考える際とは異なり、開いた弦は端の点に関して特別な扱いが必要である。最小作用の原理を満たすためには、端点でエネルギーが保存するという条件（ノイマン境界条件、自由端）を課すか、あるいは端点を固定（ディリクレ境界条件、固定端）しなければならない。そのうちディリクレ境界条件の弦は、単体ではエネルギー保存の条件を満たさない。保存するのは弦と固定した物体とのエネルギーの和である。よってディリクレ境界条件を考える際には、どうしても固定する先の物体が必要になる。長らく主流だったのは、弦理論にはこのような物体は存在せず、ノイマン境界条件の弦だけを考えればよいというシナリオである。しかし後に提案されたT双対という操作には2つの境界条件を入れ替えるという働きがあり、双対の理論ではどうしてもディリクレ境界条件の弦を考えなければならなくなった。
ボソン弦理論では26、超弦理論では10の次元があるが、その各々について2つのうちいずれかの条件を選ぶ必要がある。空間のp次元がノイマン境界条件を満たすなら、弦の端点はp次元の超曲面の中だけで自由端として運動することになり、p次元空間内での物理が見掛け上出現する。この超曲面がDpブレーンの一つの解釈である。この解釈ではブレーン自体が運動エネルギーを持つことができるのか明らかでないが、開弦のスペクトルを調べるとDブレーンの「変形」に相当するモードを含んでいて、これによりDブレーンが力学的な対象であることが分かる。

## Dブレーンの正体
全ての素粒子は量子弦が特定の振動をしながら飛び回る描像に対応すると期待されるが、Dブレーンも何らかの方法で弦によって構成されているのでは、と問うのは自然である。ある視点ではそれは正しい。弦の振動が許す粒子スペクトラムの中にはタキオンという、虚数質量を持つなど奇妙な性質を持つことで知られる粒子が含まれる。「全空間を満たす」Dブレーン、すなわち空間と同じ次元を持ち無限に広がるDブレーン（ボソン弦理論ではD25ブレーン）を考える。このブレーンに端点を持つ弦は、ブレーンの体積上に「住んでいる」タキオン場を導く。D1ブレーン（Dストリング）やD2ブレーンといった低次元のブレーンは、全空間ブレーン上に住むタキオンの、光子が無数に集まってレーザー光線になる様を連想させるような、コヒーレントな集団と考えることができる。多くの弦理論の研究はこの点を無視し、単一の対象として扱う。（熱力学のクラスルームでの議論にはよく、気体原子がシリンダの中のピストンのような大きな物体と相互作用する様が登場する。もちろん物理学者はピストンが原子でできていることを知っているが、多くの問題では余計な複雑さを考慮する必要は全くなく、それを一つの巨視的な物体としてモデル化する。Dブレーンの場合も同様である）。
タキオン凝縮はこの分野での中心的なコンセプトである。en:Ashoke SenはType IIB ストリング理論において、タキオン凝縮により（ヌヴォ-シュワルツの3-形式流を抜きにすれば）任意のDブレーンの配置が相当数のD9および反D9ブレーンから得られる、ということについて議論し、エドワード・ウィッテンは、時空間におけるK理論でそれらが分類できるということを示した。
この議論に関しては異論もある。例えば超弦理論の背後にM理論があるとすると、IIAストリング理論のD4ブレーンはM理論の11次元のうち1次元をコンパクト化する際、M5ブレーンが巻き取られて次元が一つ減ったもので、M2ブレーンのコンパクト化である開弦と同様に究極の対象の一つであるとも考えられる。しかしM5ブレーンが究極の対象であるかどうかも現時点でははっきりしていない。
最終的にはDブレーンの正体は、弦理論を非摂動論的に定義する過程で明らかになるとされている。

## ブレーンワールド宇宙論
Dブレーンは宇宙論に対しある事柄を示唆する。弦理論は宇宙が我々の期待よりも多くの次元を持つことを示す—ボソン弦理論では26、超弦理論では10—ので、我々は余剰の次元が見えない理由を見つけなくてはならない。一つの可能性は、目に見える宇宙が実はとても大きな、3つの空間次元に広がるDブレーンであるということである。物質的なもの、すなわち開弦からできているものは、Dブレーン上に拘束され、「現実世界と垂直」に動いてブレーンの外を探索するようなことはできない。このシナリオはブレーン宇宙論と呼ばれる。興味深いことに、重力は開弦によっていない。重力を媒介する重力子は閉弦の振動である。閉弦はDブレーンに拘束されないので、重力的な効果はブレーンに垂直な角度の余剰次元に依存できる。（これはかなりシンプルなブレーンワールドモデルである。より最近、2005年の詳しい研究による革新はより複雑であるが、この議論はそのうちいくらかの要素を反映している）

## ブレーン上での開弦の物理
Dブレーンを配置することによって、系に存在できる弦の状態を制限することができる。例えば、平行な二枚のD2ブレーンがあるとすると、考えることができるのはブレーン1からブレーン2に向かって伸びる弦などである。（大部分の理論で、弦というのは向き付けられた物理的対象である。それぞれの弦は、その長さに沿う方向に向きを定義する「矢印」を持つ）この状況で許される開弦には二つのカテゴリ、「セクタ」がある。ブレーン1に始点、ブレーン2に終点を持つものと、ブレーン2に始点、ブレーン1に終点を持つものである。記号的には、{\displaystyle [1\ 2]}と{\displaystyle [2\ 1]}のセクタがあるという。加えて、弦は同じブレーンに始点と終点の両方を持ってもよく、これが{\displaystyle [1\ 1]}と{\displaystyle [2\ 2]}のセクタを与える。（括弧の中の数字はChan-Patonの因子en:Chan-Paton factorと呼ばれるが、実際はただブレーンを区別しているだけである）{\displaystyle [1\ 2]}と{\displaystyle [2\ 1]}のセクタに属する弦は長さに最低値がある。すなわち、ブレーンの間隔よりも短くなることはできない。全ての弦は張力を持ち、弦を伸ばすには引っぱる力が必要である。張力を持つものを引っぱると、その仕事はエネルギーとして蓄えられる。弦理論は自然に相対論的となるので、エネルギーを与えることはアインシュタインの関係式{\displaystyle E=mc^{2}}から、質量を与えることと同じである。このことから、Dブレーンの間隔を変えることで、開弦が持てる最低の質量をコントロールすることができる。
さらに、弦の端点をブレーンに固定することは、弦の運動や振動の仕方に影響を与える。弦理論において粒子状態は、弦ができる振動状態の違いとして「出現」するので、Dブレーンをアレンジすることで理論に現れる粒子をコントロールすることができる。

### 量子電磁力学
最も単純な例はDpブレーンの{\displaystyle [1\ 1]}セクタ、いずれか一つのp次元Dブレーンに始点と終点を持っている弦の集まりである。南部・後藤作用（量子力学のルールを適用し量子化する）からの帰結を調べると、粒子スペクトルの中には光子、電磁場の本質的な量子に類似したものが見つかる。類似は正確で、p次元版の電磁場、すなわちp次元に拡張したマクスウェル方程式が従う場が、各Dpブレーンに「住んで」いるという描像となる。
この見方では、弦理論は電磁気学を「予言する」。理論が開弦を含むとすればDブレーンは必要不可欠なものであり、そして全てのDブレーンはその体積の中に電磁場を含むからである。

### ブレーンの座標と非可換幾何
光子に対応するもの以外に、いくらかのスカラー粒子もそのグループの中に含まれる。Dpブレーンが空間d次元の時空間に埋め込まれているとき、ブレーンは（マクスウェル場に加えて）d - p個の、零質量スカラー（光を作る光子と違い、偏光方向を持たない）場を含む。興味深いことに零質量スカラー場は、ブレーンに垂直な方向それぞれについて一つずつ存在する。このスカラーは大まかに「ブレーンが基準の超曲面からどれだけ変形しているか」という量に相当する。ブレーンの形状が、その上に「住む」粒子の場の量子論によって決定されることになる。実のところ零質量スカラーは、何もない空間が持つ対称性を異なる方向に破ることに対応する、ブレーンの南部・ゴールドストンボソンである。
ブレーンがN枚重なっていた場合には、ブレーンに垂直な各方向について、{\displaystyle N\times N}行列をなす零質量スカラーが得られる。一般に複数の行列が互いに交換する場合、それらは同時対角化が可能である。零質量スカラーが同時対角化可能である場合、その固有値は{\displaystyle N}枚のDブレーンの空間座標を定義する。そうでない場合、ブレーン上の幾何学を説明するのは非可換幾何である。それはエキゾチックな振る舞いをし、たとえばen:Myers effectはDpブレーンの集合をD(p+2)ブレーン上に展開する。

### 非可換ゲージ理論
量子的なマクスウェル電磁気学は、ゲージ理論のうちのただの一つ、U(1)ゲージ理論すなわちゲージ群が階数一のユニタリ行列でできているものである。Dブレーンはより高階のゲージ理論を構築するのにも使えて、それは以下に示す方法による。
N枚の、簡単のため平行に配置されたものを考えるが、隔たったDpブレーンを考える。ブレーンは1,2,...,Nと番号を付けることにする。この系で開弦は多くのセクタに存在することができる。同じブレーンiに始点と終点を持つものは、そのブレーンの体積上にマクスウェル場とスカラー場を与える。iから異なるブレーンjに伸びる弦はより興味深い性質を持つ。初学者にとって、いずれのセクタの弦が相互作用できるのかという問いは意味がある。弦が相互作用する一つの直接的なメカニズムは、二つの弦が端点で一つに繋がる（あるいは逆に、一つの弦が「二つに切れ」て「娘」の弦になる）過程である。端点はDブレーンに束縛されているので、{\displaystyle [1\ 2]}の弦は{\displaystyle [2\ 3]}の弦とは相互作用するが、{\displaystyle [3\ 4]}や{\displaystyle [4\ 17]}の弦とは相互作用しないのは明らかなところである。それらの弦の質量は上記のように、ブレーンの隔たりに影響されるであろうから、簡単にするためにブレーンが互いに隣接するまで近づける場合が考えられる。二つの重なったブレーンをなお別々のものと見做すとすれば、上の全てのセクタは依然として存在するままで、ブレーンの隔たりの効果はなくなる。
隣接したN枚のブレーンからなる系における、開弦スペクトル中の質量ゼロ状態は相互作用する量子場を与えるが、それは厳密にU(N)ゲージ理論である。（弦理論は他の相互作用も含むが、それらはとても高いエネルギーでしか観測されない）ゲージ理論はボソン弦やフェルミオン弦の理論とともに考えられたのではない。それらは異なる物理の分野を起源として、それら自身の用途があった。何といっても、Dブレーンの幾何とゲージ理論の関係は、ゲージ理論を説明する便利な教育的ツールとなる。それはたとえ弦理論が「万物の理論」となることができなかったとしてもである。

## ブラックホール
Dブレーンの別の用途としてブラックホールの研究がある。1970年代以来、科学者はブラックホールがエントロピーを持つことについての問題を議論してきた。思考実験として、大量の熱い気体をブラックホールに落とすことを考える。気体はブラックホールの引力から逃れられないので、それらが持つエントロピーは宇宙から消えてしまったように思われる。熱力学第二法則を維持するためには、ブラックホールは元々気体が持っていたエントロピーを何らかの形で得た、としなければならない。量子力学をブラックホールに関する研究に適用する試みからスティーヴン・ホーキングは、ブラックホールが固有の熱輻射スペクトルとしてエネルギーを放射することを発見した。この、ホーキング放射の固有温度は
{\displaystyle T_{\rm {H}}={\frac {\hbar c^{3}}{8\pi GMk_{B}}},}
ただしGはニュートンの万有引力定数、Mはブラックホールの質量でkBはボルツマン定数である。
このホーキング温度の式を使い、質量ゼロのブラックホールはエントロピーがゼロであるとみなすと、熱力学の議論から「ベッケンシュタインエントロピー」を導くことができる。
{\displaystyle S_{\rm {B}}={\frac {k_{B}4\pi G}{\hbar c}}M^{2}.}
ベッケンシュタインエントロピーはブラックホール質量の二乗に比例する。シュヴァルツシルト半径は質量に比例するので、ベッケンシュタインエントロピーはブラックホールの表面積に比例することになる。実際、
{\displaystyle S_{\rm {B}}={\frac {Ak_{B}}{4l_{\rm {P}}^{2}}},}
ただし{\displaystyle l_{\rm {P}}}はプランク長である。
ブラックホールエントロピーの考え方は、興味深い考え直しを要求する。普通の状況では、多くの異なった「微視的状態」が同じ巨視的な条件を満たすとき系はエントロピーを持つ。例えば気体で満たされた箱なら、多くの異なった気体原子の配置が同じ全エネルギーを持つことができる。しかし、ブラックホールは特徴を持たない物理的対象だと信じられてきた。（ジョン・ホイーラーのキャッチフレーズでは、ブラックホールは毛がない）ならば何がブラックホールにエントロピーをもたらす「自由度」なのであろうか。
弦理論者はブラックホールがとても長い弦であるとするモデルを構築していた。このモデルは大まかにシュヴァルツシルドブラックホールの予想されるエントロピーと合致していたが、正確な証拠はどちらにしても見つかっていない。主たる困難は、量子弦が持つ自由度が、それが他と相互作用しないのであれば比較的簡単に数えられることである。これは熱力学の初歩で登場する理想気体とのアナロジーである。最もモデル化しやすい状況は、気体原子に相互作用がない場合である。気体分子運動論を、気体中の原子や分子が粒子間の力（ファンデルワールス力のような）を感じる場合にも考えるのはより難しい。しかし、相互作用のない世界は面白くない場所である。さらにブラックホールにとっては致命的なことに、重力は相互作用であるから、「弦の結合」をなくしてしまうと、ブラックホールは全くできない。従ってブラックホールエントロピーの計算は、弦の相互作用がある領域で行わなくてはならない。
相互作用がない単純なケースを、ブラックホールが存在可能な領域まで拡張するためには、超対称性が必要である。そのような場合、弦の結合をゼロとしたエントロピーの計算は弦が相互作用する場合にも有効となる。弦理論者にとって挑戦だったのは、超対称性を「破る」ことなくブラックホールが存在できるようなシチュエーションを考えることである。ここ数年、ブラックホールをDブレーンの外に作ることでこれは為された。このような仮定の下でのブラックホールのエントロピー計算は、ベッケンシュタインエントロピーの期待と一致した。しかし、今のところ研究されたケースは全て高次元の空間を含んでいる — 例えば9次元空間中のD5ブレーンのように。それらは良く知られた事例、われわれの宇宙で観測されるシュヴァルツシルドブラックホールのような場合に直接適用することはできない。

## 歴史
ディリクレ境界条件とDブレーンには、その全ての意味が明らかになる以前に、長い「前史」がある。ディリクレ・ノイマン境界条件の混合したものはWarren Siegelにより1976年に、開弦の臨界次元を26や10から4にまで下げる目的で考えられた（SiegelはHalpernの出版されていない仕事や、1974年のChodosとThornの論文を引用しているが、後者の論文を読むとリニアディラトンの場合が考察されており、ディリクレ境界条件ではない）この論文は予知的であったが、その時はほとんど省みられなかった。（1985年のSiegelのパロディでは「超重力弦」、おおよそ死んだブレーンワールドの説明だとされた）ユークリッド化した時間も含め、全ての座標にディリクレ条件を課すこと（今ではDインスタントンとして知られるものを定義する）は、マイケル・グリーンによって1977年、点状の構造を弦理論に導入し、強い相互作用の弦理論を構築する目的で導入された。HarveyとMinahan、石橋、大野木、PradaisiとSagnottiによる、1987年から89年の弦のコンパクト化の研究でも、ディリクレ境界条件は用いられている。
T双対性がノイマン境界条件とディリクレ境界条件を取り替えるという事実は、HoravaとDai、Leigh、ポルチンスキーにより1989年に独立に発見され、その結果は、開弦のモジュライ空間にはそのような境界条件が必然的に現れなければならないことを意味していた。Daiらの論文はディリクレ境界条件の軌跡は力学的であることにも言及しており、得られた対象にはディリクレブレーン（Dブレーン）という名称が与えられた。（その論文はオリエンティフォルドという、T双対性によって現れる他の対象も命名している）1989年のLeighの論文は、Dブレーンの力学はDirac-Born-Infeld actionから得られるということを示した。Dインスタントンは1990年代前半グリーンにより広範囲に研究され、1994年ポルチンスキーにより、e^{-1/g}の弦の非摂動論的な効果としてShenkerに先取りされていたものが示された。1995年ポルチンスキーはDブレーンが、弦の双対性から必要とされており、弦理論の非摂動論的な理解を急速に導くであろうとされていた、電気的および磁気的なラモン-ラモン場の源となることを示した。